# Jean Daviot
Jean Daviot (* 20. Februar 1962 in Digne, Provence-Alpes-Côte d’Azur) ist ein französischer Künstler.
Er lebt und arbeitet in Paris.

## Leben und Werk
Er besuchte die Kunsthochschule an der Villa Arson in Nizza.
Jean Daviot arbeitet mit verschiedenen künstlerischen Techniken: Video, Fotografie, Malerei, Tonaufnahmen und Landschaftsaktionen. Im Jahr 1984 schuf er eine fiktive Figur, den Künstler Walter Pinkrops. Ab 1994 arbeitete er an Ombrographies; dafür nahm er per Photokopie die Abdrücke von Gesichtern und Händen, deren Spuren er anschließend auf die Leinwand übertrug. Seit 1999 zeichnet er die Umrisse von Menschen, die ihn in seinem Atelier besuchen: Les visiteurs du soi. Der Körper und sein Schatten treffen sich  in der gleichen Form: «Die Form des Körpers ist der Körper der Form». In Schweigen hinterfragt er die Sprache der Hände: Piktogramme einer universellen Sprache. In Srevne, 2006 im Rahmen von „la Force de l'art“ im Grand Palais in Paris präsentiert, spielt er Aufnahmen seiner Stimme ab: vorwärts, rückwärts, und doppelt rückwärts, an der Stelle gehört, von innen nach außen und nach hinten auf den Kopf. Er formt die Sprache wie ein Objekt.
L'écart des mots ist eine Fotoserie: Jean Daviot fügt Wörter in Landschaften, Himmel, Städte, ein und spielt dabei mit ihren Doppel- und Mehrdeutigkeiten. Mit Vherbe lässt er tatsächlich Worte in der Landschaft wachsen: Buchstaben aus Gras und Pflanzen, die eine Fläche von mehreren hundert Metern einnehmen können. So zum Beispiel MEmoiRE in der Nähe der prähistorischen Höhle von Pech Merle, ImaGinE auf dem Gelände von Schloss Genshagen in Brandenburg oder Lieu et lien vor dem Palais du Pharo in Marseille. Seit 1995 arbeitet er an den digitalen Gemälden «Écritures de lumières». Hierfür verwendet er eine Videokamera wie einen Pinsel: Das Vorgehen ist trügerisch einfach, die Kamerageschwindigkeit wird beim Drehen reduziert, dann richtet er das Objektiv auf diverse Lichtquellen (Sonne, Mond, Venus, Jupiter, oder auch das Licht der Städte bei Nacht) und überträgt dieses Licht durch die Bewegung seiner Hand auf seine Videokamera. Es ist das Licht selbst, das in Farbexplosionen, Strahlen, Schwingungen und Strömungen auf dem Bildschirm, der Leinwand und der Wand gezeigt wird.